# Operazione Yellowhammer
L'operazione Yellowhammer (in inglese: Operation Yellowhammer) è il nome in codice utilizzato dal Tesoro di Sua Maestà britannico per la pianificazione di un'emergenza civile interdipartimentale per la possibilità di una Brexit senza accordo. In caso di uscita senza un accordo, l'uscita unilaterale del Regno Unito dall'UE potrebbe interrompere molti aspetti delle relazioni Regno Unito-Unione europea, compresi i trasferimenti finanziari, la circolazione delle persone, il commercio, le dogane e altre aree, per una durata sconosciuta. Nei tre mesi successivi alla Brexit, le autorità britanniche prevedono interruzioni a breve termine in molti settori come i trasporti, l'assistenza sanitaria, il settore energetico e altri settori. essenziali, approvvigionamento di acqua e cibo, lo status dei cittadini britannici nell'Unione europea, forze dell'ordine, servizi bancari e finanziari, la situazione in Irlanda del Nord, territori d'oltremare e Dipendenze della Corona (inclusa Gibilterra) o la sicurezza nazionale. L'operazione Yellowhammer avrebbe l'obbiettivo di mitigare gli effetti di questa interruzione nel Regno Unito e dovrebbe durare circa tre mesi. L'operazione è stata sviluppata dal Civil Contingencies Secretariat (CCS), una divisione del Gabinetto responsabile della pianificazione delle emergenze.
Un voto in Parlamento ha costretto il governo britannico a pubblicare documenti relativi a questa operazione. Il nome dell'operazione, assegnato a caso, è preso in prestito dal Passero giallo (Emberiza citrinella), che in inglese si chiama yellowhammer.
L'operazione Redfold (in inglese: Operation Redfold) è la versione militare di questo piano. Non meno di 3.500 soldati britannici sono al lavoro per garantire che le scorte di cibo, carburante e munizioni saranno sufficienti in caso di difficoltà di approvvigionamento.

Il 3 settembre 2019, il ministro cancelliere del Ducato di Lancaster Michael Gove, i cui compiti includono la preparazione per una Brexit senza accordo, ha dichiarato alla Camera dei comuni: 